# Corpus of Electronic Texts
 (février 2019).
Le Corpus of Electronic Texts, ou CELT, est une base de données en ligne de documents historiques et contemporains relatifs à l'histoire et à la culture irlandaises. 
Au 18 juillet 2018, le CELT contenait 1 621 documents, pour un total de plus de 18 millions de mots. Le Corpus of Electronic Texts est né en 1992 des cendres d'un partenariat infructueux entre l'University College Cork (UCC / NUI) et la Royal Irish Academy (RIA) dans le cadre d'un projet nommé CURIA. 
La base de données CELT s'adresse aux universitaires, aux enseignants, aux étudiants et au grand public, partout dans le monde.